# نهر السند
نهر السند (بالأردية: دریائے سندھ) هو أطول وأهم نهر في باكستان وشبه القارة الهندية حيث يبلغ طوله 3,190 كم. هو ثالث الأنهار ضخامة من حيث التدفق السنوي في شبه القارة الهندية. يجري نهر السند من الشمال إلى الجنوب وينبع من منطقة التبت ذاتية الحكم الصينية شمالي جبال الهيمالايا على ارتفاع 5,180 م، ويتجه في جريانه نحو الغرب والجنوب الغربي حتى ينتهي في بحر العرب بعديد من المصبات ليشكل دلتا واسعة تقع مدينة كراتشي في نهايتها الغربية. اسمه مشتق من اسم مقاطعة السند والتي معناها الحرفي «نهر» (وهي سندهو)، وقد حورها الفرس إلى كلمة «هندو» ثم أطلقوها على الهند الشمالية كلها في كلمتهم «هندوستان» (أي بلاد الأنهار)، ومن هذه الكلمة الفارسية «هندو»، نحت الغزاة اليونانيون كلمة «إنديا» وهي التي بقيت لنا إلى اليوم.
وتزود السدود المقامة على طول هذا النهر المناطق المحيطة به بالماء وتشمل هذه السدود سد تاربيلا وهو ثالث أكبر سد في العالم من حيث الحجم وتبلغ مساحة حوض نهر السند 963 ألف كيلو متر مربع وهو لا يصلح للملاحة إلا في مجراه الأدنى في ولاية حيدر أباد.
صيغ اسم الهند (شبه القارة الهندية) بأكملها على أساس اسم هذا النهر نهر الإندس أو نهر السند. منشأه في هضبة التبت في محيط بحيرة يدير في مقاطعة جامو وكشمير.
نشأت حضارة وادي السند قبل 4500 سنة في منطقة باكستان حالياً وشمال الهند حول ضفاف نهر السند.